# Adriana Martín
Adriana Martín, född 12 april 1996, är en spansk bågskytt. Hon deltog vid olympiska sommarspelen 2016.